# 利子内親王
利子内親王（としこないしんのう、建久8年（1197年）- 建長3年1月2日（1251年1月25日））は、鎌倉時代の皇族。伊勢斎宮、四条天皇の准母・皇后宮、女院。院号は式乾門院（しきけんもんいん）。法名は真性智。父は守貞親王（後高倉院）、母は持明院基家女・陳子（北白河院）。同母弟に後堀河天皇、同母妹に邦子内親王（安嘉門院）がいる。

## 生涯
嘉禄2年（1226年）11月26日、30歳で内親王宣下を受け、同母弟後堀河天皇の斎宮に卜定。安貞元年（1227年）4月29日、左近衛府へ初斎院入り。同年9月24日、野宮へ移る。安貞2年（1228年）9月19日、伊勢へ群行。寛喜元年（1229年）4月、准三后。貞永元年（1232年）10月4日、後堀河天皇譲位により退下。天福元年（1233年）2月5日、帰京。同年6月20日、甥の四条天皇の准母として皇后宮に冊立される。延応元年（1239年）11月13日、病により出家し、同日女院となる。建長3年（1251年）1月2日、55歳で崩御。